# Odougba
Odougba est l'un des neuf arrondissements de la commune de Ouèssè dans le département des Collines au Bénin.

## Géographie
L'arrondissement de Odougba est situé au nord-ouest du Bénin et compte 5 villages que sont Dokoundoho, N'gbehouedo, Odougba, Tchedjinnagnon et Zogba Trekou.

## Démographie
Selon le recensement de la population de 2013 conduit par l'Institut national de la statistique et de l'analyse économique (INSAE), Odougba compte 14398 habitants  .